# Povodí Jeniseje

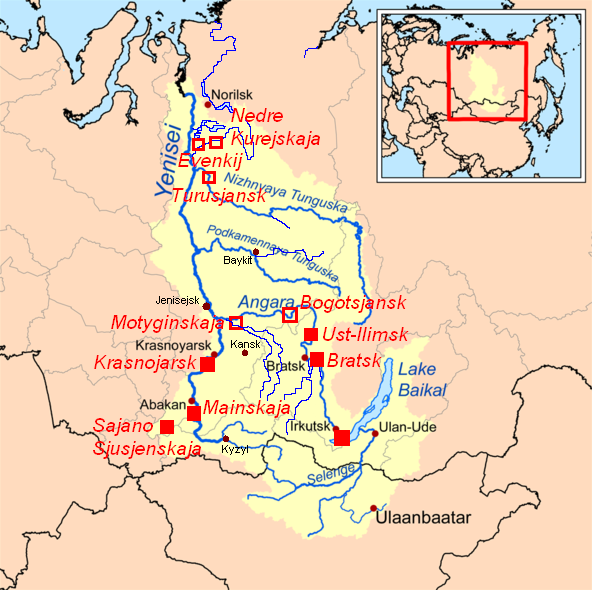
Vodní elektrárny v povodí Jeniseje. Převzato a upraveno z originálu Karla Mussera.

Povodí Jeniseje je povodí řeky 1. řádu a je součástí úmoří Karského moře. Tvoří je oblast, ze které do řeky Jeniseje přitéká voda buď přímo nebo prostřednictvím jejich přítoků. Jeho hranici tvoří rozvodí se sousedními povodími. Na západě je to povodí Obu, na severu povodí menších přítoků Karského moře, na východě povodí Chatangy, povodí Leny a Povodí Amuru a na jihu povodí Uvs núru. Nejvyšším bodem povodí je s nadmořskou výškou 3491 m Munku-Sardyk v Sajanech.

## Země v povodí
Povodí zasahuje na území dvou zemí. Tabulka uvádí rozlohy v jednotlivých zemích jak jsou uvedené v příslušných zdrojích v km².
| Země      | Cawater   | VSE       |
| --------- | --------- | --------- |
| Rusko     | 2 229 800 | [ 3 ]     |
| Mongolsko | 327 900   | [ 3 ]     |
| celkem    | 2 557 800 | 2 580 000 |